# Коротеев, Алексей Михайлович
Алексей Михайлович Коротеев (1900 год, Рождественская Хава, Воронежский уезд, Воронежская губерния, Российская империя — дата смерти неизвестна) — бригадир колхоза «Новь» Рождественско-Хавского района Воронежской области. В 1948 году получил звание Героя Социалистического Труда, которого был лишён в 1951 году.

## Биография
Родился в 1906 году в крестьянской семье в селе Рождественская Хава Воронежского уезда. Окончил четыре класса начальной школы. После войны трудился бригадиром полеводческой бригады в колхозе «Новь» Рождественско-Хавского района.
В 1947 году согласно переданным председателем колхоза сведениям в Воронежский обком партии бригада Алексея Коротеева собрала в среднем по 30,37 центнеров ржи с каждого гектара на посевной площади в 22,94 гектаров. Указом Президиума Верховного Совета СССР от 7 мая 1948 года удостоен звания Героя Социалистического Труда «за получение высоких урожаев пшеницы» с вручением ордена Ленина и золотой медали «Серп и Молот».
Этим же Указом звания Героя Социалистического труда был удостоен председатель колхоза Павел Терентьевич Зайцев.
В 1950 году после проведённой государственной проверки колхозной отчётности было установлено, что председатель колхоза Павел Зайцев, вступив в сговор с бригадиром Алексеем Коротеевым, предоставил в 1947 году Воронежскому обкому ВКП(б) недостоверные сведения и умышленно завысил урожайность зерновых. Комиссия установила, что бригадир Алексей Коротеев не участвовал в сборе урожая зерновых в 1947 году.
Воронежский обком ВКП(б) исключил Петра Зайцева в июле 1950 года из рядов партии за приписки и направил ходатайство в Президиум Верховного Совета СССР о лишении его почётного звания Героя Социалистического Труда. Указом Президиума Верховного Совета СССР от 30 июня 1951 года был лишён звания Героя Социалистического Труда.
В сентябре 1950 года был взят под стражу. 17 ноября 1950 года выездной сессией Воронежского областного суда был осуждён по ст. 109 УК РСФСР и приговорён к 8 годам лишения свободы. По этому же делу проходил председатель колхоза Павел Зайцев, который был осуждён к 20 годам лишения свободы.
Дальнейшая судьба не известна.